# Liste des lignes de chemin de fer de Grande-Bretagne
La liste des lignes de chemin de fer de Grande-Bretagne est non exhaustive.

## Lignes à grande vitesse
- High Speed 1
  - High Speed 1
  - Fawkham Junction

## Principales ligne classiques
- East Coast Main Line
- Great Eastern Main Line
- Great Western Main Line
- Midland Main Line
- West Coast Main Line

## Lignes de chemin de fer d'Angleterre

### Londres

#### Nord de Londres
- Gospel Oak-Barking Line
- North London Line
- Northern City Line
- Lea Valley Lines
- St Albans Branch Line

#### Est de Londres
- Romford-Upminster Line

#### Sud de Londres
- Bexleyheath Line
- Catford Loop Line
- Dartford Loop
- Hayes Line
- South London Line
- Tattenham Corner Line

#### Ouest de Londres
- Hounslow Loop
- Kingston Loop
- Shepperton Branch Line
- Waterloo-Reading Line
- West London Line

### Sud-Est de l'Angleterre

#### Lignes principales
- Arun Valley Line
- Ligne principale de Brighton (en)
- Chatham Main Line
- East Coastway
- Hastings Line
- Kent Coast Line
- North Downs Line
- Portsmouth Direct Line
- South Western Main Line
- West Coastway
- West of England Main Line

#### Lignes de banlieue
- Alton Line
- Caterham Line
- Dartford Loop
- Eastleigh-Fareham Line
- Mid-Kent Line
- North Kent Line
- Oxted Line
- Sheerness Line
- Shepperton Branch Line
- South London Line
- Staines-Windsor Line
- Sutton & Mole Valley Line
- Tattenham Corner Line
- Waterloo-Reading Line
- West London Line

#### Lignes rurales
- Island Line
- Lymington Branch Line
- Marshlink Line
- Medway Valley Line

### Est de l'Angleterre
L'Est de l'Angleterre comprend les régions suivantes : East Anglia, West Anglia, Essex et North et East London.

#### Lignes principales
- Cambridge-King's Lynn "Fen" Line
- Cambridge-Norwich "Breckland" Line
- Colchester-Clacton Line
- Ely-Peterborough Line
- Ipswich-Ely Line
- London, Tilbury & Southend Line
- London King's Cross-Cambridge Line
- Manningtree-Harwich "Mayflower" Line
- West Anglia Main Line

#### Lignes de banlieue
- Lea Valley Lines
- Northern City Line
- Romford-Upminster Line
- Shenfield-Southend Victoria Line
- Witham-Braintree Line

#### Lignes rurales
- Cambridge-Ipswich Line
- Crouch Valley Line
- East Suffolk Line
- Ipswich-Felixstowe Line
- Grantham-Skegness Line
- Marks Tey-Sudbury Line
- Norwich-Sheringham "Bittern" Line
- Peterborough-Lincoln Line
- Thorpe le Soken-Walton Line
- Wherry Lines

### Sud-Ouest de l'Angleterre

#### Lignes principales
- Gloucester-Newport Line
- Exeter-Paignton Line
- Wessex Main Line
- West of England Main Line

#### Lignes de banlieue
- Severn Beach Line

#### Lignes rurales
- Exeter-Barnstaple "Tarka" Line
- Exeter-Exmouth "Avocet" Line
- Golden Valley Line
- Heart of Wessex Line
- Looe Valley Line
- Par-Newquay "Atlantic Coast" Line
- St Ives Bay Line
- Tamar Valley Line
- Truro-Falmouth "Maritime" Line

### Centre de l'Angleterre

#### Lignes principales
- Birmingham-Peterborough via Leicester Line
- Birmingham-Worcester via Bromsgrove Line
- Birmingham-Worcester via Kidderminster Line
- Cherwell Valley Line
- Chiltern Main Line
- London-Aylesbury Line
- Robin Hood Line
- Welsh Marches Line
- Wolverhampton-Shrewsbury Line

#### Lignes de banlieue
- Birmingham Cross-City Line
- Birmingham-Rugeley "Chase" Line
- Birmingham-Stratford Line
- Birmingham-Walsall Line
- Coventry-Nuneaton Line
- Leicester-Loughborough "Ivanhoe" Line
- Stourbridge Junction-Stourbridge Town Line
- Walsall-Wolverhampton Line

#### Lignes rurales
- Cotswold Line
- Derwent Valley Line
- Leamington-Stratford Line
- Marston Vale Line
- Oxford-Bicester Line
- Prices Risborough-Aylesbury Line
- Shrewsbury-Chester Line

### Nord de l'Angleterre

#### Lignes principales
- Hope Valley Line
- Liverpool-Manchester Line
- Manchester-Preston Line
- Settle-Carlisle Line

#### Lignes de banlieue
- Airedale Line
- Manchester Airport Line
- Caldervale Line
- Cheshire Line
- Dearne Valley Line
- Hallam Line
- Harrogate Line
- Huddersfield Line
- Manchester-Crewe Line
- Manchester-Stoke-on-Trent Line
- Lancaster-Heysham Line
- Leeds-Bradford Lines
- Liverpool-Wigan Line
- Manchester-Glossop Line
- Manchester-Rochdale via Oldham Line
- Northern Line (Merseyrail)
- Pontefract Line
- Sheffield-Hull Line
- Sheffield-Lincoln Line
- Stockport-Stalybridge Line
- Wakefield Line
- Warrington Link Line
- Wharfedale Line
- Wirral Line
- York & Selby Lines

#### Lignes rurales
- Barton Line
- Borderlands Line
- Buxton Line
- Cumbrian Coast Line
- Doncaster-Lincoln Line
- Durham Coast Line
- Esk Valley Line
- Furness Line
- Hull-York Line
- Oxenholme-Windermere Line
- Penistone Line
- Ribble Valley Line
- Tees Valley Line
- Tyne Valley Line
- Yorkshire Coast Line

## Lignes de chemin de fer d'Écosse

### Lignes principales
- Ayrshire Coast Line
- Fife Circle Line
- Glasgow-Edinburgh via Carstairs Line
- Glasgow-Edinburgh via Falkirk Line
- Glasgow South Western Line
- Highland Main Line

### Ligne de banlieue de Glasgow
- Argyle Line
- Ayrshire Coast Line
- Cathcart Circle Lines
- Croy Line
- Cumbernauld Line
- Inverclyde Line
- Maryhill Line
- Motherwell-Cumbernauld Line
- North Clyde Line
- Paisley Canal Line
- Shotts Line
- South Western Lines
- Whifflet Line

### Lignes de banlieue d'Édimbourg
- Edinburgh-Bathgate Line
- Edinburgh Cross-City Line
- Edinburgh-Dunblane line
- North Berwick Line
- Shotts Line
- Ligne des Borders

### Lignes rurales
- Aberdeen-Inverness Line
- Far North Line
- Kyle of Lochalsh Line
- West Highland Line

## Lignes de chemin de fer du pays de Galles

### Lignes principales
- North Wales Coast Line
- South Wales Main Line
- Welsh Marches Line

### Lignes de banlieue de Cardiff
- Butetown Branch Line
- Cardiff City Line
- Coryton Line
- Ebbw Valley Line
- Maesteg Line
- Merthyr Line
- Rhondda Line
- Rhymney Line
- Vale of Glamorgan Line

### Lignes rurales
- Borderlands Line
- Cambrian Line
- Conwy Valley Line
- Heart of Wales Line
- Shrewsbury-Wrexham-Chester Line
- West Wales Line

## Lignes fermées
- Voir Liste des lignes de chemins de fer fermées en Grande-Bretagne